# Косово
Косово је географска област која обухвата северни и источни део српске аутономне покрајине Косово и Метохија. Друга област у покрајини се зове Метохија.

## Назив
Назив Косово потиче од словенске, српске речи кос — црна птица, од које је изведена фраза Косово поље — поље на коме се гнезде косови. У колоквијалном говору, аутономна покрајина Косово и Метохија се једноставно зове „Косово”, због дужине назива и једноставности изговора. Самопроглашена Република Косово се такође у говору често зове једноставно „Косово”.

## Историја
До доласка Турака на ове просторе Косово је било углавном насељено српским становништвом. Након Косовског боја, Срби су се повлачили пред Турцима на север у Угарску, а током отоманске владавине која је на Косову трајала до 1912. Косово су населили исламизовани Албанци и друго муслиманско становништво, које је служило Османском царству.
Српска војска је ослободила Косово и Метохију у Првом балканском рату 1912, а турска војска је била протерана са српских територија за мање од два месеца. Након што су нацисти окупирали Југославију у Другом светском рату, Косово је окупирала Италија и прикључила га Великој Албанији. Од 1945. до 1952. на територији Косова и Метохије деловале су групе разбијених балиста (остатака албанских снага). У борби са њима учествовале су јединице ОЗНА и УДБА, које су најчешће у појединачним окршајима разбиле поједине групе балиста. Одређени број њих се извукао и сакрио у иностранству, док се један број њих предао и прикључио југословенским партизанскима. Ови последњи знатно су утицали да Брозов режим донесе уредбу о забрани повратка Срба на територију Косова и Метохије, што је заправо значило наставак прогона и балистичке великоалбанске политике. Томе је касније знатно допринео и споразум Броз-Хоџа по коме је Албанија заједно са Косовом требало да буде седма република у Југославији са правом на отцепљење након Брозове смрти.
Током свих година од 1945. до данашњих дана траје велика сеоба Срба са Косова и Метохије у остатак Србије. Услед тих миграција, али и услед великог таласа албанских исељеника из Албаније и њиховог огромног природног прираштаја, на Космету Албанци постају већинско становништво.
У новој Југославији Косово и Метохија су чинили аутономну покрајину у оквиру Србије. У новембру 1968. у покрајини су избили немири. Комунистичка власт је уставом из 1974. дала већу аутономију Косову и Метохији. Нови немири на Косову и Метохији су избили 1981. када су Албанци тражили да Косово и Метохија буде седма република СФРЈ. Протесте је смирила Југословенска народна армија.
Након бомбардовања СР Југославије које је почело 24. марта 1999. и трајало 78 дана, југословенска војска се повукла са Косова и Метохије, а дошле су снаге КФОР и НАТО.
Дана 17. фебруара 2008. косовски Албанци су једнострано прогласили независност, што је Србија оштро одбацила. Неке од најразвијенијих светских земаља су убрзо по проглашењу признале независност Косова. Ипак, више од 110 земаља није признало једнострано проглашење државе у јужној српској покрајини.

## Рељеф

### Косовска котлина
Косовска котлина је тектонска потолина правца северозапад-југоисток. Дугачка је 84 km између Звечана и Качаника. Широка је 10-15 km, а површина јој износи 950 km². Дно потолине лежи на просечној надморској висини од 520–550 m. Котлина има изглед тектонског рова (издужена а уска) који представља део рова: Повардарје-Велико Косово-доњи Ибар (на западној страни Копаоника). Са источне стране Копаоника су жупска дислокација и Малокосовска котлина које упућују на рачвање главног рова. Малокосовска котлина отворена је и гравитира Великокосовској котлини клисуром (долином) Лаба. Њено дно је више у односу на дно Великокосовске котлине.
На ободу котлине налазе планина Црнољева (према Метохији) односно Жеговац, Козница и Гољак (према Јужном Поморављу). Ове планине изграђене су од шкриљаца, серпентина и горњокредних седимената. У западном делу котлине су планине Чичавица (1091 m) и Голеш (рудоносна планина у облику засечене купе).
Котлина је од свог настанка знатно измењена радом егзогених агенаса. После њеног стварања настала је дуга језерска фаза, о чему сведоче моћне наслаге језерских седимената и распрострањена налазишта угља. Котлина је била испуњена језером у неогену а воде језера нестале су у плеистоцену. Палеолакустријски облици рељефа нису очувани. У Косовској котлини нема епигенија па је тешко утврдити када је тачније почела речна фаза у њој. У котлини је, у време постојања језера, постојала бифуркација језерске воде. Наиме, језеро је отоком, кроз расед и долину Праибра, отицало као северу, према краљевачком језеру западноморавског залива Паратетиса, а другом отоком, кроз Качаничку клисуру, одливало се ка југу ка скопском језеру неогеног Егејског мора, у данашњој Македонији. Котлина се данас такође одводњава ка северу и југу. Воде котлини притичу и са запада (Дреницом) и истока (Лабом) што значи да је отворена у сва четири правца.
Хидролошка особеност котлине је то да морско развође прелази преко котлинског дна (сагласно бифуркацији). Развођа редовно воде билима или гребенима планина па је ово куриозитет. Свакако, још један од куриозитета котлине је и хидрографски чвор на Црнољеви (Дрманска глава 1364 m) одакле отиче Топлуга (ка западу) и улива се у Бели Дрим и Јадранско море. Неродимка (позната по бифуркацији) се једним својим краком улива у Лепенац, притоку Вардара (слив Егејског мора), а другим у Ситницу, притоку Ибра (слив Црног мора).
На Косову је земљиште меко, уравњено и често мочварно. Према истоку на брежуљкасто земљиште наставља се палеовулкански рељеф обода, што је уједно и јужна граница палеовулканског рељефа. То су: Велетин у близини Јањева, Мркоњски вис који се налази на изворишту Јабланице и Звечан код Косовске Митровице. Палеовулкански рељеф се одликује разноврсним рудама, оловом, цинком...
Препреке за пољопривреду су мала количина падавина и висока надморска висина, тј. хладније поднебље.

### Сиринићка котлина
Налази се у косовској подгорини Шаре и извориште је Лепенца. Ова котлиница спојена је превојем Превалац (1515 m) са котлиницом Средска, у метохијској подгорини. Овим превојем води асфалтни пут Урошевац-Призрен-Пећ.

### Качаничка клисура
Река Лепенац усекла је Качаничку клисуру између Косовске и Скопске котлине. Клисура спаја ове две котлине а одваја планине Шару и Скопску Црну Гору. Горњи део клисуре је шири и њега је усекла језерска отока Косовског језера. Доњи, ужи део усекао је Лепенац. У клисури постоји ерозивно проширење код Генерал Јанковића а у њој се налази и насеље Качаник.

## Већи градови
- Приштина, главни град покрајине Косова и Метохије (око 150.000 становника)
- Гњилане (око 55.000 становника)
- Косовска Митровица (око 50.000 становника)
- Урошевац (око 43.000 становника)